# Deep Forest
Deep Forest – grupa muzyczna założona na początku lat 90. przez dwóch francuskich muzyków, Erica Mouqueta oraz Michela Sancheza. Tworzyli oni muzykę elektroniczną, wykorzystując przy tym wątki etniczne z różnych zakątków świata.
W roku 1992 nagrali pierwszą płytę, która zawierała przebój Sweet Lullaby. Współpracowali także z innymi muzykami, m.in. z Mártą Sebestyén, Peterem Gabrielem, Wesem Madiko. W 1996 roku uczestniczyli w sopockim festiwalu.

## Dyskografia

### Albumy[3]
- 1992: Deep Forest
- 1994: World Mix
- 1995: Boheme
- 1998: Comparsa
- 1999: Made in Japan
- 2000: Pacifique
- 2002: Music Detected
- 2004: Kusa No Ran (ścieżka dźwiękowa)
- 2008: Deep Brasil
- 2013: Deep Africa (Deep Forest Eric Mouquet)
- 2013: Deep India (Deep Forest Eric Mouquet)
- 2016: Evo Devo
- 2018: Epic Cirquits (Deep Forest & Gaudi)

### Single[3]
- 1992: Deep Forest
- 1993: Two Princes, Deep Forest[a]
- 1992: Sweet Lullaby
- 1992: White Whisper
- 1993: Forest Hymn
- 1994: Savana Dance
- 1995: Boheme – złota płyta w Polsce[4]
- 1995: Marta's Song (z Mártą Sebestyén)
- 1996: While the Earth Sleeps (z Peterem Gabrielem)
- 1996: Bohemian Ballet (Promotional)
- 1997: Freedom Cry
- 1997: Madazulu
- 1998: Media Luna
- 1998: Noonday Sun
- 1999: Hunting
- 1999: Sweet Lullaby (Live)
- 2000: Pacifique (ścieżka dźwiękowa do filmu Książę Pacyfiku[5])
- 2002: Endangered Species
- 2002: Will You Be Ready (Promotional)
- 2009: Night Bird: Live (tylko Digital Single)
- 2012: Viva Madikeri (tylko Digital Single)
- 2013: Dub Africa EP (tylko Digital Single)

### Teledyski promocyjne
- 1992: Deep Forest (Version 1)
- 1994: Deep Forest (Version 2)
- 1994: Sweet Lullaby (Version 1)
- Sweet Lullaby (Version 2)
- 1994: Sweet Lullaby (Round The World Mix)
- 1994: Savana Dance
- 1994: White Whisper
- 1995: Marta's Song
- 1995: Marta's Song (Rainforest Crunch Edit)
- 1995: Marta's song (Armand's Muslim Moose Mix)
- 1995: Boheme
- 1995: Bohemian Ballet
- 1997: Madazulu
- 1997: Noonday Sun
- 2000: Pacifique
- 2002: Endangered Species (Galleon Video Mix)
- 2002: Media Luna
- 2002: Will You Be Ready
- 2008: Amazonia
- 2013: Viva Madikeri (Version 1)
- 2013: Viva Madikeri (Version 2)
- 2013: Wasis

1. ↑  Wspólny singiel wydany z zespołem Spin Doctors. Znajdują się na nim utwory: Spin Doctors – „Two Princes” oraz Deep Forest – „Deep Forest”.